# 日本合唱協会
日本合唱協会（にほんがっしょうきょうかい）は、日本のプロ混声合唱団である。略称：日唱（にっしょう）。

## 概要
東京混声合唱団（以下、東混）の大規模化、大編成化に反対し、ここから退団した21人の声楽家によって1963年に創立された。東混が比較的多い人数で、幅広いレパートリーをカバーしたのに対して、日本合唱協会は当初から少ない人数で精緻なハーモニーを追求する「混声室内合唱団」というコンセプトを特徴としている。その旗揚げ公演は、三善晃の委嘱作「小さな目」などの作品を指揮者なしのアンサンブルで演奏するというものであった。1963年発足当初の音楽監督は石丸寛、常任指揮者は若杉弘であった。1964年には、TBSの委嘱による高田三郎の「水のいのち」を山田一雄の指揮で放送初演。1965年から1991年まで山田一雄を音楽監督に迎え、その間の常任指揮者として秋山和慶、小泉ひろし、増田順平、首席指揮者として北原幸男、客演として森正、畑中良輔、皆川達夫、山本直純、片野秀俊などがしばしば指揮台に上がっている。
文化庁芸術祭で評価された公演や、放送演奏も多く、発足以来、邦人作品の委嘱、初演を盛んに行ってきた。とりわけ萩原英彦の混声合唱曲の多くを初演している。
賞歴は、1964年「高田三郎：水のいのち」放送初演に対して第19回文化庁芸術祭奨励賞、1966年「三善晃合唱作品の夕べ（第11回定期）」に対して第21回文化庁芸術祭奨励賞、1968年「團伊玖磨・谷川俊太郎：混声合唱のためのデイヴェルテイメント」放送初演に対して第23回文化庁芸術祭芸術祭賞、1969年「間宮芳生合唱作品の夕べ（第31回定期）」に対して第24回芸術祭優秀賞、1977年「林光合唱作品の夕べ-鼠たちの伝説-（第41回定期）」に対して第32回芸術祭優秀賞他、数々の賞を受けている。
2014年、「室内合唱団 日唱」に名称を変更し、「日本合唱協会」は一般社団法人の名称となった。

## 主な初演作品
楽譜、『ハーモニー』（全日本合唱連盟）の「日本の作曲家シリーズ」、『日本の作曲』（音楽之友社）、作曲家の公式サイトを参照した。
- 池辺晋一郎 - 古代の樂
- 石井歓 - 暗礁
- 大中恩 - 煉瓦色の街
- 北爪道夫 - 万葉の歌／万葉のうたII
- 国枝春恵 - 2つの子どもの歌／オード
- 小鍛冶邦隆 - マドリガル I ――或いは愛の寓意／音楽の日差し（高嶋みどりとの連作）／アンティフォナ・インメモリアル・カズオヤマダ
- 小山清茂 - 天地創成
- 清水脩 - 夜の二人／歌碑／飢えたる者よ
- 菅野浩和 - アトモスフェール
- 助川敏弥 - 詠歌
- 高嶋みどり - 愛のプロローグ／青春の十字架／音楽の日差し（小鍛冶邦隆との連作）
- 高田三郎 - 水のいのち／橋上の人／草いきれ
- 田中利光 - 古代讃歌
- 團伊玖磨 - ディヴェルティメント
- 千原英喜 - 歌垣／3つのアイヌのうた（のち「北からのうたごえ」に改題）
- 長沢勝俊 - 愛の架け橋
- 中田喜直 - 蝶（東京放送合唱団との合同）／五月の朝の少女のうた
- 新実徳英 - 光の幻想
- 萩原英彦 - 光る砂漠／白い木馬／四つの小品（混声版）／三つの祈りの歌／さすらう魂の歌／動物たちのコラール（第1集〜第3集）／星の生れる夜／白秋の詩による三つの楽想
- 長谷川良夫 - 挽歌／高原の馬
- 服部公一 - 唐桑の海／北国の秋の物語／貴女のための五つのリズム
- 林光 - 四つの夕暮の歌（合唱版）／JAPAN／鼠たちの伝説（ステージ初演）
- 平井康三郎 - 3つの九州民謡／交声曲「くじらの結婚」
- 平吉毅州 - 夢
- 別宮貞雄 - 山の四季（東京放送合唱団との合同）
- 間宮芳生 - 12のインヴェンション／Etudes for Chorus（I・IIのみ）
- 三木稔 - はばたきの歌／我鬼／相聞II
- 三善晃 - 小さな目／四季に／おてわんみその歌／三つの海の歌／動物詩集（混声版）
- 諸井誠 - 花札伝綺／源氏物語抄「源氏四季の風」より
- 柳田孝義 - 琉歌悲抄
- 湯山昭 - 歌とタオルと愛と（法政大学アカデミー混声合唱団との合同）／かもめの歌

## 主要ディスコグラフィー
- 日本民謡による12のインベンション（日本コロムビア） - 間宮芳生作曲。
- 死の淵より（CBS/Sony） - 清水脩作曲。LP。
- 名曲アルバム フォスター （日本コロムビア） - LP。
- フォスター名曲ベスト・アルバム （キングレコード） - LP。
- 山田耕筰作品集 からたちの花（日本コロムビア） - 増田順平編曲。
- 三善晃「嫁ぐ娘に」、中田喜直「美しい訣れの朝」、清水脩「月光とピエロ」（デンオン）
- 若人の歌 宇野功芳・合唱の世界（カメラータ）
- 日本の合唱百年（フォンテック）
- 西遊記――東洋の楽器による交響詩（Voix d'Or） - 藤井凡大作曲。